# Псалом 66

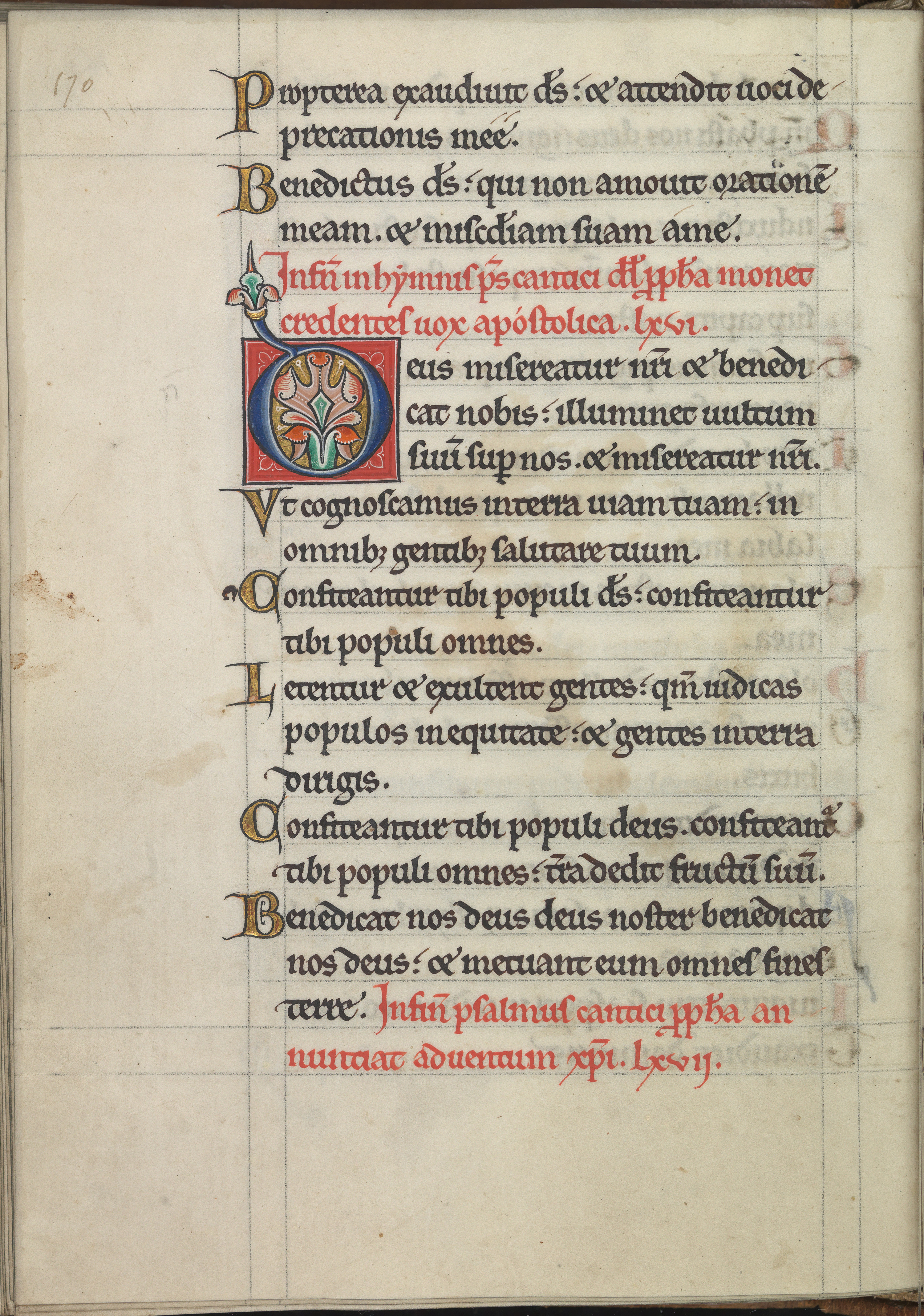
66-й псалом на листе из Псалтири Алиеоноры Аквитанской

Шестьдеся́т шесто́й псало́м — хвалебно-торжественный псалом, 66-й псалом из книги Псалтирь (в масоретской нумерации — 67-й). Известен по латинскому инципиту Deus misereatur nostri et benedicat nobis, «Боже ущедри ны и благослови ны». В этом хвалебном гимне псалмопевец призывает Божие благословение на Израиль, а вместе с ним и на весь мир. Широтой взгляда он выделяется не только в Псалтири, но и во всём Ветхом Завете. Этот псалом раввины относят к возвращению из вавилонского плена и, как думают, псалом пели в Храме в Суккот или Шавуот.
Когда Бог призвал евреев, Он хотел, чтобы они стали народом-миссионером. Евреи призваны были свидетельствовать окружающим народам о двух важных истинах — монотеизме, и что народы, живущие по заповедям Божиим, будут счастливы и благополучны. Бог хотел, чтобы Израиль был не конечной целью Его благословения, а каналом его передачи. К сожалению, евреи не выполнили эту миссию, и впав в идолопоклонство, стали отрицать ту самую истину, которую должны были провозглашать. Однако, во время великой скорби верный остаток иудеев будет нести Благую Весть о Царстве всему миру, в тысячелетнем Царстве Израиль станет каналом, по которому благословение пойдёт ко всем народам.
Псалом относится к Церкви и предназначен для богослужения, повествует о процветании Израиля (стих 2), об обращении язычников и приведении их в Церковь (стихи 3—6), о свершении этого (стихи 7—8). Псалмопевец предсказал состояние Церкви, в которой иудеи и язычники объединятся в одну паству; начало этого должно стать основанием христианской радости, а завершение — основанием христианских молитв.
Также 66-й псалом называют «Мено́рой» (Menorah Psalm) из-за симметричного строения еврейских слов в семи стихах, по количеству ветвей Моисеева светильника (Исх. 25:31—40). Изображение семисвечника, написанного стихами 66-го псалма встречается в молитвенных сборниках, начиная с Позднего Средневековья. В мистицизме 66-й псалом используют в защитных целях.

## Текст
אלהים יחננו ויברכנו יאר פניו אתנו סלה‬
לדעת בארץ דרכך בכל גוים ישועתך‬
יודוך עמים אלהים יודוך עמים כלם‬
ישמחו וירננו לאמים כי תשפט עמים מישור ולאמים בארץ תנחם סלה‬
יודוך עמים אלהים יודוך עמים כלם‬
ארץ נתנה יבולה יברכנו אלהים אלהינו‬
יברכנו אלהים וייראו אתו כל אפסי ארץ‬
Визуально псалом представляет собой центральный стержень меноры с зеркально расположенными половинами. Текст псалма состоит из семи фраз (по две — в начале и конце, и три — в середине) по числу недель отсчёта омера и 49-и слов по числу дней (ср. Лев. 23:15). Псалом, написанный на еврейском языке, отличается симметрией построения стихов (7-6-6-11-6-6-7), так стихи 2 и 8 (начальный и конечный) состоят из семи слов, стихи 3—4 и 6—7 состоят из шести слов. Центральная фраза «да веселятся и радуются племена, ибо Ты судишь народы праведно и управляешь на земле племенами» обрамлена двумя одинаковыми фразами «да восхвалят Тебя народы, Боже, да восхвалят Тебя народы все» (ср. Пс. 116:1). Начальная фраза «Боже! будь милостив к нам и благослови нас, освети нас лицем Твоим» тесно связана с Аароновым благословением (ср. Чис. 6:24—26), который составлен в виде пирамиды (3-5-7), в котором трижды упомянуто Божие имя יהוה‬, и также в двух заключительных фразах Бог упомянут трижды, что христиане трактуют как указание на Троицу (Отца, Сына, Святого Духа). В псалме дважды упомянуто неоднозначное слово «села» (סלה‬, διάψαλμα) в конце стихов 2 и 5. Псалом написан от множественного лица всей общины (будь милостив к нам, благослови нас, освети нас).

(Начальнику хора. На струнных орудиях. Псалом. Песнь)

Боже! будь милостив к нам и благослови нас, освети нас лицем Твоим,

дабы познали на земле путь Твой, во всех народах спасение Твое.

Да восхвалят Тебя народы, Боже, да восхвалят Тебя народы все.

Да веселятся и радуются племена, ибо Ты судишь народы праведно и управляешь на земле племенами.

Да восхвалят Тебя народы, Боже, да восхвалят Тебя народы все.

Земля дала плод свой, да благословит нас Бог, Бог наш,

да благословит нас Бог, и да убоятся Его все пределы земли.
— Пс. 66

## Толкование

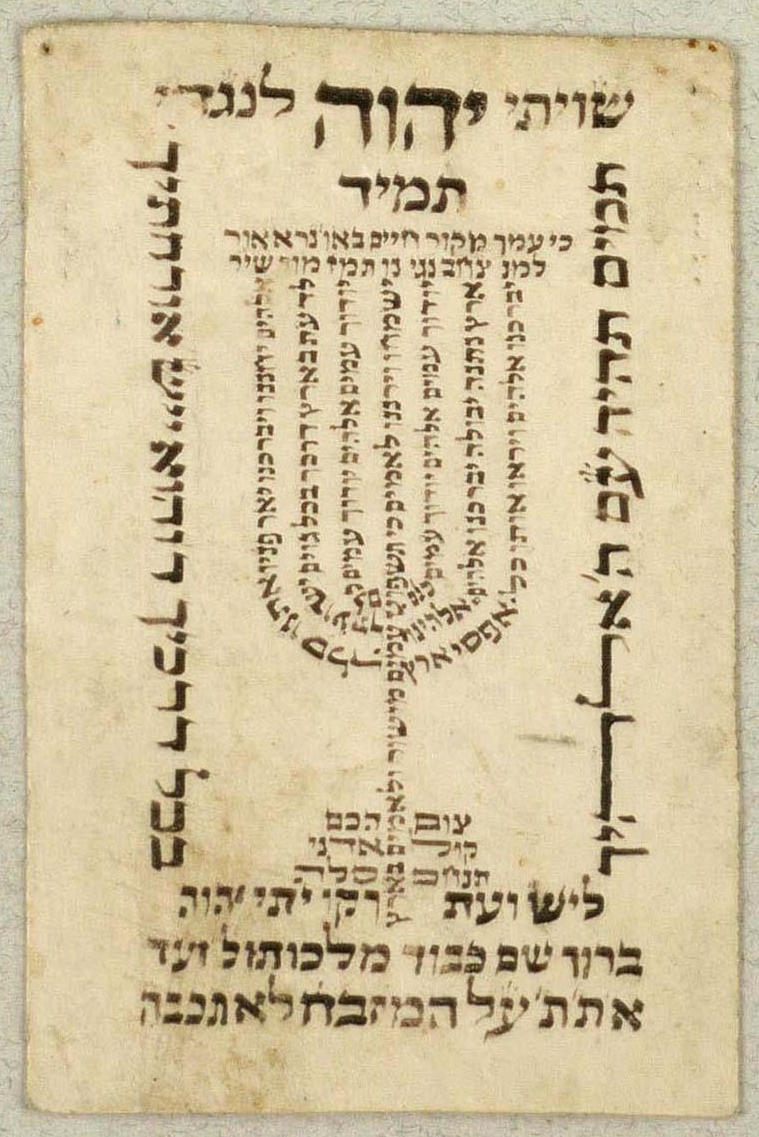
66-й псалом, оформленный в виде меноры каббалистической «Шивити»

Первый стих. Надписание
«Начальнику хора. На струнных орудиях. Псалом. Песнь».
«Въ коне́цъ, въ пѣ́снехъ, псало́мъ пѣ́сни Дави́ду».
В Танахе псалом в надписании не имеет имени автора, а Септуагинта и Вульгата указывают Давида, поэтому в церковнославянском переводе — Дави́ду.
Епископ Палладий (Пьянков): «Святой Афанасий и блаженный Феодорит видят в этом псалме „пророчество о вочеловечении и спасительное пришествие Бога Слова, а также о спасении всех народов“».
Второй стих
«Боже! будь милостив к нам и благослови нас, освети нас лицем Твоим».
«Бо́же, уще́дри ны́ и благослови́ ны, просвѣти́ лице́ Твое́ на ны́ и поми́луй ны́».
Епископ Палладий (Пьянков): «Последних слов (в церковнославянском переводе) „и поми́луй ны“ нет в еврейском тексте и в римском издании Септуагинты, но есть в других изданиях».
Новая Женевская Библия: «Псалмопевец в несколько перефразированной форме использует слова, которыми Господь благословлял Своих священников (Чис. 6:25). Он просит Господа благословить народ Своим присутствием, ибо знает, что только в присутствии Божием человек может преуспевать и быть счастливым».
Третий стих
«Дабы познали на земле путь Твой, во всех народах спасение Твоё».
Епископ Палладий (Пьянков): «„Чтобы населяющие землю были научены пути, который ведёт к Тебе“ (Блаженный Феодорит). …познать путь Божий значит познать Христа Спасителя».
Четвёртый стих
«Да восхвалят Тебя народы, Боже; да восхвалят Тебя народы все».
Новая Женевская Библия: «Желание псалмопевца о том, чтобы и другие народы присоединились к восхвалению Господа…».
Пятый стих
«Да веселятся и радуются племена, ибо Ты судишь народы праведно и управляешь на земле племенами».
Епископ Палладий (Пьянков): «… „Потому и должны веселиться и радоваться все народы, что познали Тебя, как Промыслителя всех, и как Судию, Который и судишь праведно и руководствуешь народы на земле, заблудших путеводствуешь к истине, а непокаряющихся наказуешь“ (Блаженный Феодорит)».
Шестой стих
«Да восхвалят Тебя народы, Боже, да восхвалят Тебя народы все».
Епископ Палладий (Пьянков): «Троекратное повторение сих слов (стих 4) и имени Божия (стихи 7—8), как думают толковники, указывает на Святую Троицу, и вместе означает призывание к исповеданию трёх лиц Божества…».
Седьмой стих
«Земля дала плод свой; да благословит нас Бог, Бог наш».
Новая Женевская Библия : «Исполнение этого псалма вполне может быть приурочено к жатве урожая. Возможно, что он и исполнялся на празднике первых плодов и празднике урожая (Исх. 23:16). Богатый урожай, определявший благосостояние Израиля на год вперёд, каждый раз являлся знаком пребывания Господа со Своим народом».
Восьмой стих
«Да благословит нас Бог, и да убоятся Его все пределы земли».
Епископ Палладий (Пьянков): «„Псалмопевец даёт разуметь сими словами, кого удостаивает Господь Бог Своего благословения, тех людей, которые боятся Его, благоговейно чтут Его законы и страшатся будущего Судии“ (Блаженный Феодорит)».

## Богослужебное использование
Православие

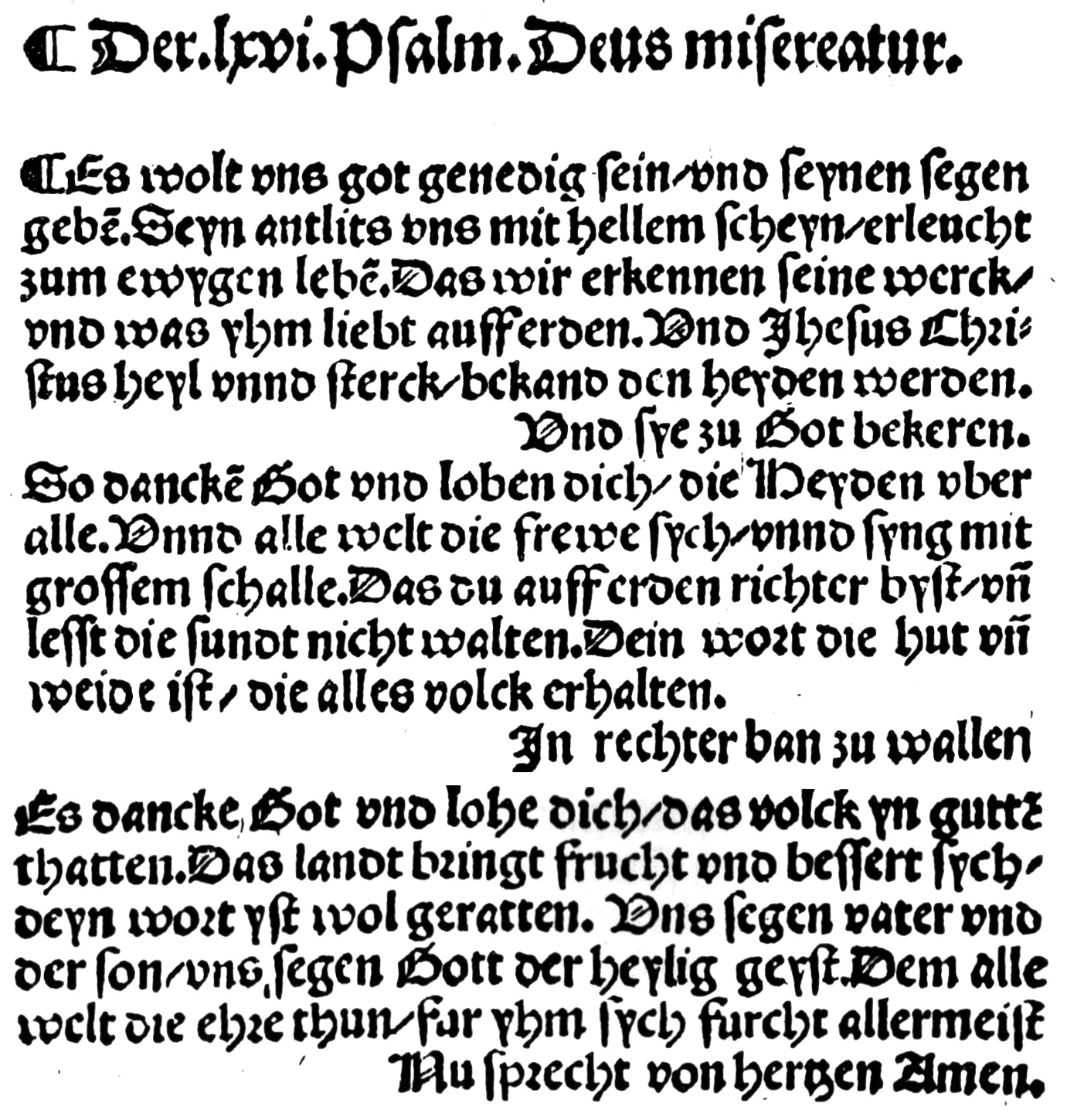
Гимн «Да помилует нас Бог» — парафраз 66-го псалма, написанный Мартином Лютером

В православии полностью этот псалом входит в состав чина благословения и освящения иконы Пресвятой Живоначальной Троицы, чина присоединения к Православной церкви, также при вхождении в храм к амвону, полунощницу субботнюю (9-я кафизма), в седмицы Великого поста, Антипасхи, Богоявления, Благовещения, Рождества Христова, чина молитвенного во время губительного мора скотов, при переходе из католицизма и лютеранства в православие.
Католицизм
Согласно Уставу святого Бенедикта, 66-й псалом положено петь на лауды в каждый из дней недели неизменно в составе семи других псалмов. Первым поют 66-й псалом, сразу за ним поют 50-й псалом антифонно. Затем поют два псалма, которые меняют ежедневно (воскресенье — 117 и 62, понедельник — 5 и 35, вторник — 42 и 56, среда — 63 и 64, четверг — 87 и 89, пятница — 75 и 91, суббота — 142). После неизменно поют псалмы 148, 149, 150 во все дни недели. В римском обряде католицизма, в Сакраментарии папы Геласия I предписано читать его в некоторые дни среди заключительных благословений мессы.
Протестантизм
В лютеранстве в конце богослужений поют церковный гимн «Да помилует нас Бог», составленный на основе 66-го псалма, сочинённый Мартином Лютером.
Иудаизм
В ортодоксальном иудаизме 66-й псалом произносят сразу после отсчёта омера в каждый из 49-и дней, начиная от Песаха до Шавуота, также 66-й псалом произносят при освящении луны. Приверженцы каббалы произносят 66-й псалом в утренних молитвах, после покаянной молитвы, на исходе субботы, при отсчёте омера, при зажигании ханукальных свечей, после молитвы «Амида», в качестве дорожной молитвы.

## Мистицизм
Православие

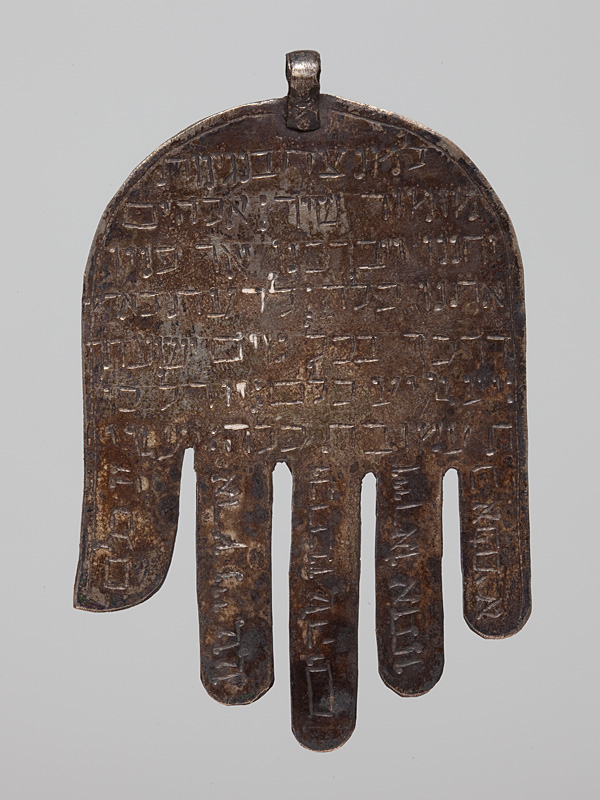
Хамса с начертанным на ней 66-м псалмом

Чин молитвенный во время губительного мора скотов предполагает, что священник зажигает фимиам в сосуде, кладёт его посреди домашнего скота так, чтобы фимиам окуривал скот, и зачитывает 66-й псалом.
Иудаизм
66-й псалом является одним из четырёх псалмов, стихи которых изображают семисвечник, и которые представляют собой амулеты. 15-й псалом в виде семисвечника используют для распознавания воров. По легенде, 66-й псалом был записан в виде семисвечника на золотой пластине и закреплён на щите царя Давида, с которым царь шёл в бой и побеждал врагов (трактат «Золотая менора», Прага, 1580); 66-й псалом используют для исцеления болезней и защиты от врагов. 120-й псалом в виде семисвечника используют как амулет от сглаза. 90-й псалом в виде семисвечника используют от воздействия злых духов.
66-й псалом продают книжники, написав на пергаменте в виде семисвечника; считается, что повесив пергамент с написанным на нём 66-м псалмом на восточную стену комнаты, дом будет под опекой высших сил. Считается также, что прочитав 66-й псалом семь раз подряд, еврей обретёт удачу. Читая 66-й псалом все 49 дней отсчёта омера между праздниками Песах и Шавуот, еврей весь год будет пребывать в безопасности. Сосредоточившись на состоянии безопасности во время чтения 66-го псалма семь раз подряд перед тем, как отправиться в путь (или на войну), считается, что еврей обязательно вернётся домой.
66-й псалом читают при продолжительной горячке, также о заключённом.

## Рецепция
Литература
| Боже наш, ущедри ны, да благословиши и милуя, лице Ти светло нам явиши. Да мы путь Твой на земли возможем познати, спасение в языцех Твое возвещати. Да ся ти человецы вси исповедают, и язы́цы ся в Тебе да возвеселяют. Яко Ты правотою людем суд твориши и языки на земли к правде наставиши. Вси людие, Боже наш, Тя да прославляют, вси человецы хвалу Ти да возсылают. Яко земля даде плод, Ты же и вовеки, благослови ны, Боже, Твоя человеки. Благослови ны, Боже, по Твоей благости, Боже наш, сподоби ны Твоея милости. Да иже в концех земли всея обитают, ужасни те ж будут, имя Твое знают. Симеон Полоцкий, «Псалтирь рифмотворная», 1678 | Боже милость намъ яви, Всѣхъ Твоимъ насъ просвѣщая Здѣсь лицемъ, и освящая; Купножъ и благослови, И помилуй насъ прощая. Да познается путь Твой Нами на землѣ исправно; И спасенiе преславно Да увѣдаютъ, въ рядъ свой, Всѣ вездѣ язы́ки равно. Боже! славу принесутъ Должную Тебѣ народы; Люди всѣ Тебя и роды Похвалами вознесутъ, Нынѣ и въ текущи годы. Взвеселятся племена Радуясь между собою: Ты людей всѣхЪ правотою Су́дишь, коя-всѣ́мъ одна, Всѣхъ и наставляешь тою. Боже! славу принесутъ Должную Тебѣ народы; Люди всѣ Тебя и роды Похвалами вознесутъ, Нынѣ и въ текущи годы. Плодъ земля свой подала; Боже! да благословятся И прiятны да явятся Наши всѣ Тебѣ дѣла́: Тя концы земли́ боятся. В. К. Тредиаковский, 1753 | Ущедри мя великій Боже, Благослови мои ты лѣта, Лице твое да возсіяетъ, Пути мои да просвѣтятся! Тебя народы Боже хвалятъ, Тобой народы веселятся: Ты судишъ истинной одною, Владѣешъ милостиво нами: Тя праведники Боже любятъ, Злодѣи, Боже, тя боятся: Тѣ зрятъ тя помощью своею, Сіи престрашнымъ судіею. А. П. Сумароков, 1787 |